# محمد امیچ
محمد امیچ (انگلیسی: Muhamed Memić؛ زادهٔ ۲ سپتامبر ۱۹۶۰) بازیکن هندبال اهل یوگسلاوی است.